# アントニオ・ザンキ
アントニオ・ザンキ（Antonio Zanchi、1631年12月6日 - 1722年4月12日）はイタリアの画家である。

## 略歴
現在のヴェネト州パドヴァ県のエステに生まれた。
Giacomo Pedrali , Matteo Ponzoneといった画家に学んだ後、ヴェネツィアの画家、フランチェスコ・ルスキ(Francesco Ruschi : 1610-c.1661)に学んだ。
ルカ・ジョルダーノやジョヴァンニ・バッティスタ・ランゲッティの作品から影響を受け、光と闇のコントラストを強調する「テネブリズム(Tenebrism)」や「キアロスクーロ(Chiaroscuro)」と呼ばれる技巧を用いるヴェネツィアの代表的画家になった。1687年にヴェネツィアの画家組合（Fraglia dei Pittori)の会員になった。
宗教や神話をモチーフにして、劇的な印象を与える絵画を描いた。人物画では病人や犯罪者も描いた。
弟子にはフランチェスコ・トレヴィザーニ(Francesco Trevisani:1656-1746)、ピエトロ・ネグリ(Pietro Negri: 1628-1679、アントーニオ・モリナーリ(Antonio Molinari: 1655-1704)がいる。 息子のジュゼッペ・ザンキ(Giuseppe Zanchi)も画家になった。

## 作品

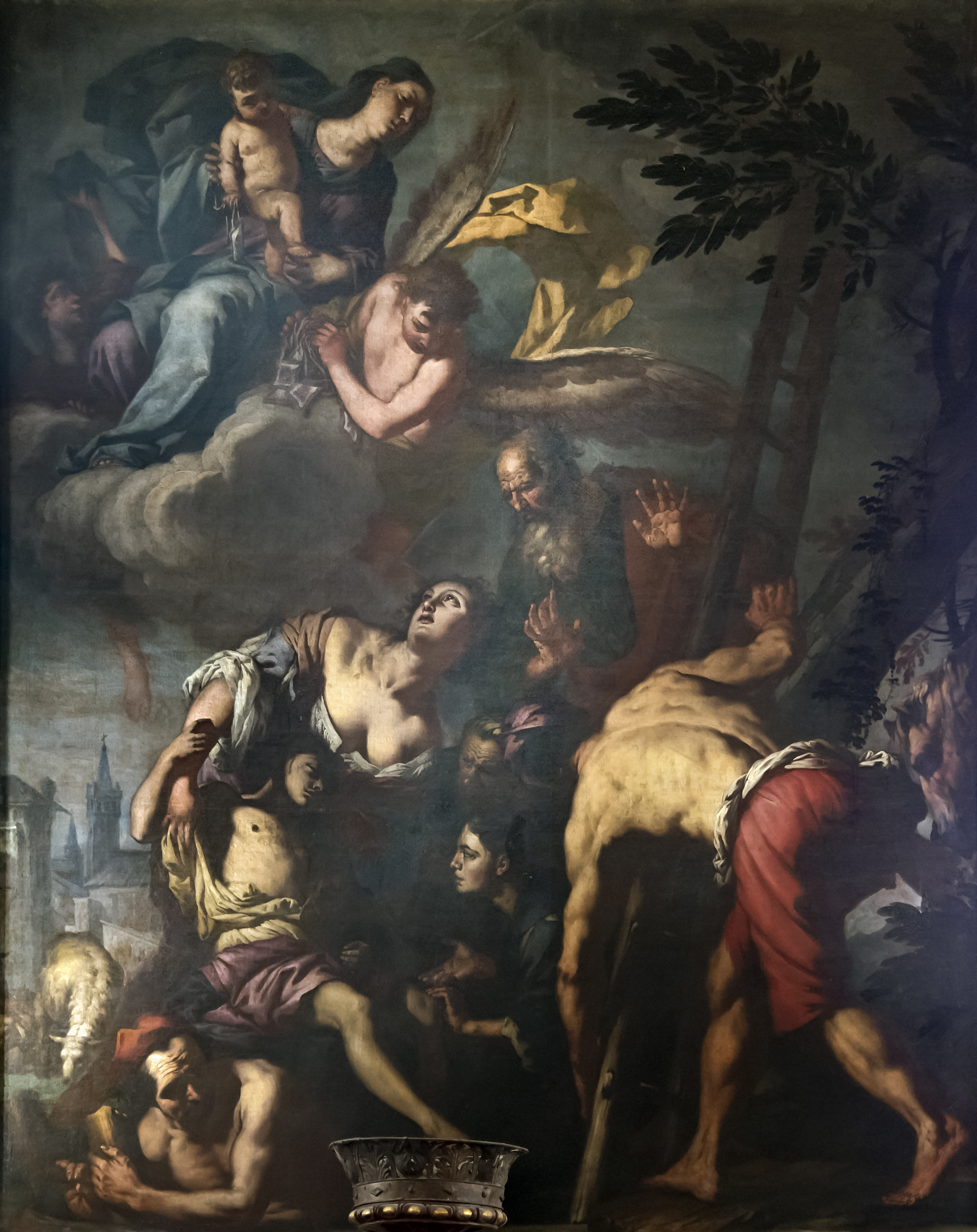
井戸の奇跡、Scuola Grande dei Carmini(蔵)
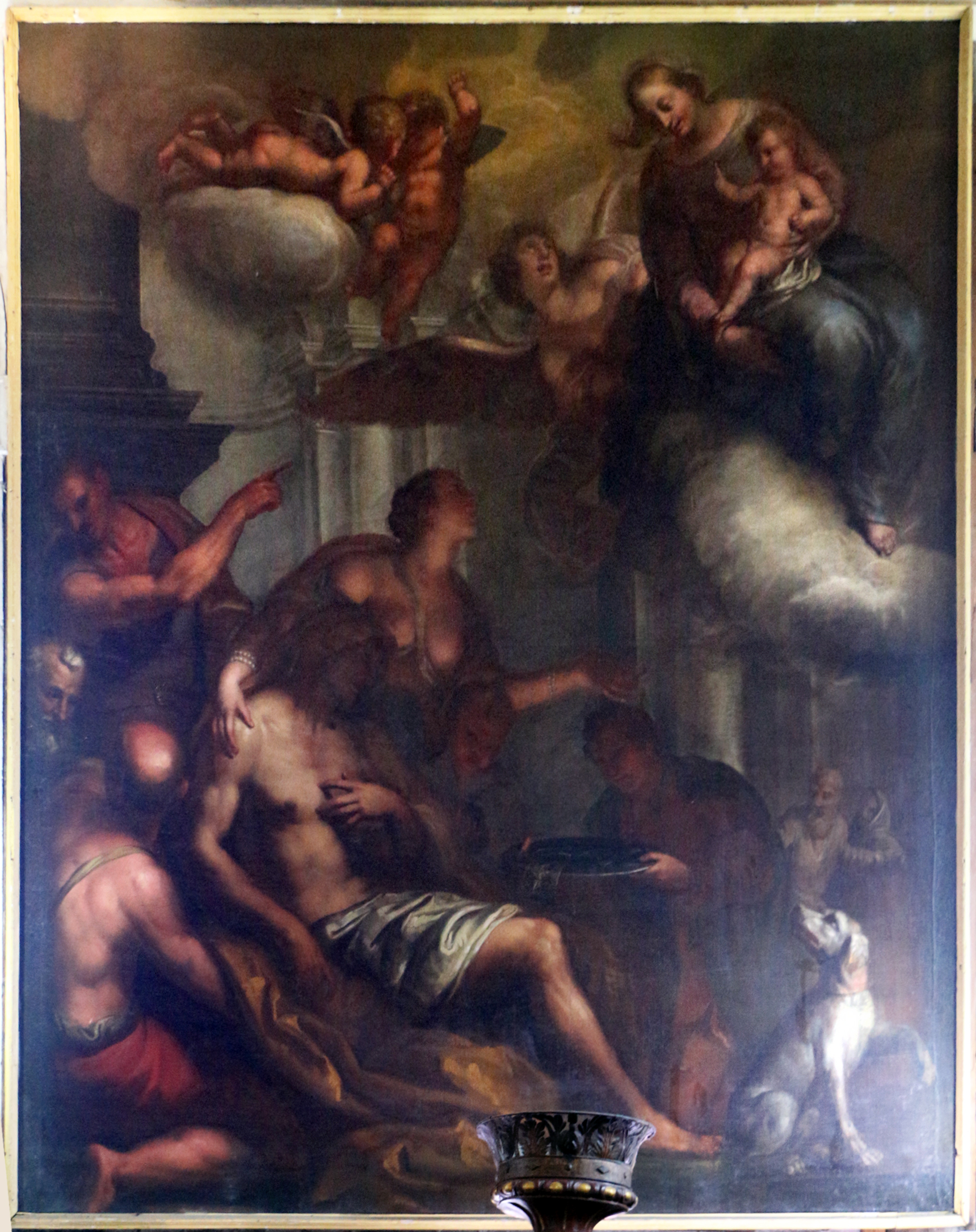
マドンナの奇跡、病人の癒し
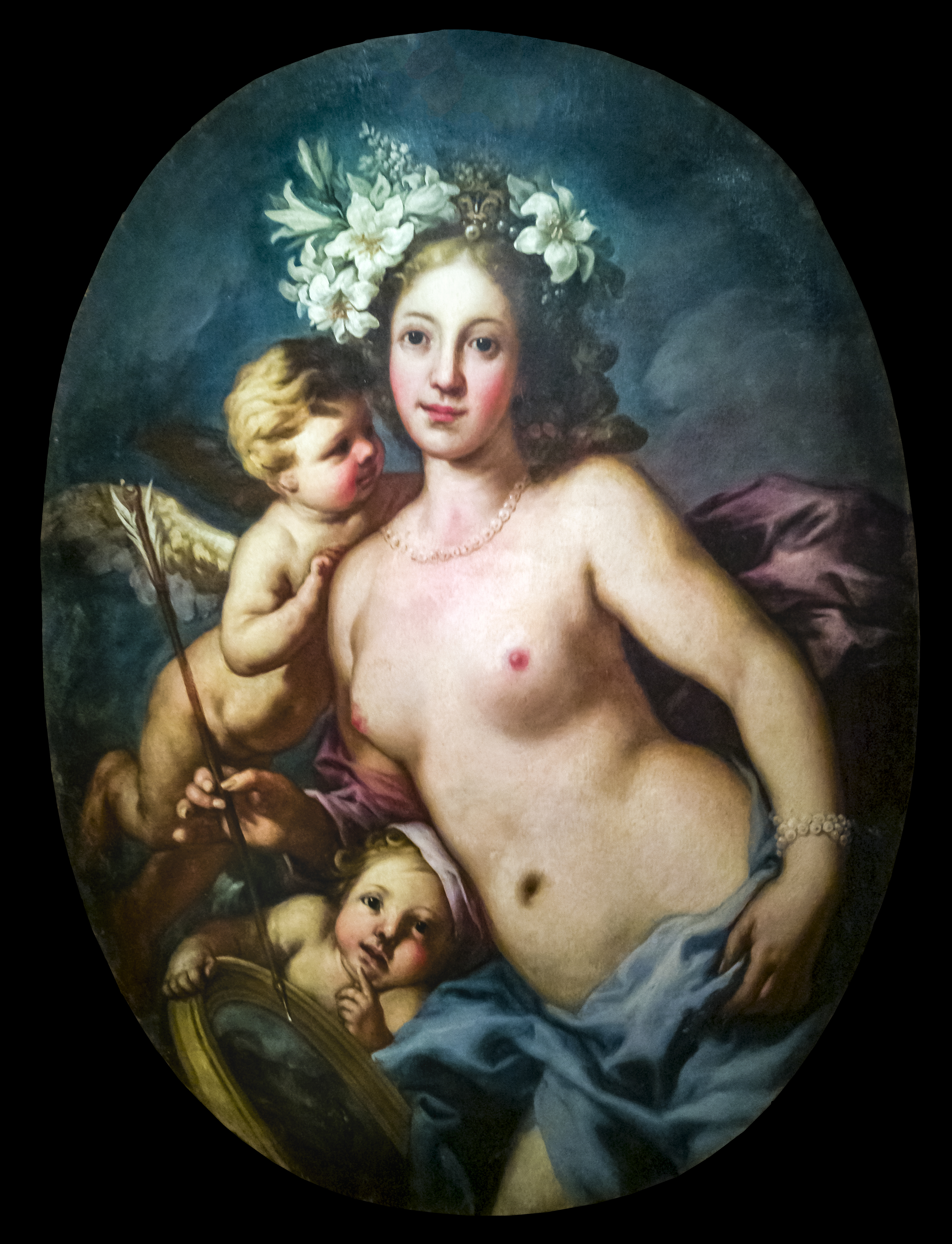
純粋な愛の寓意画 カ・レッツォーニコ蔵
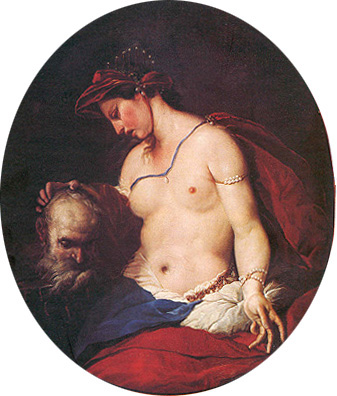
ホロフェルネスの首を持つユディト

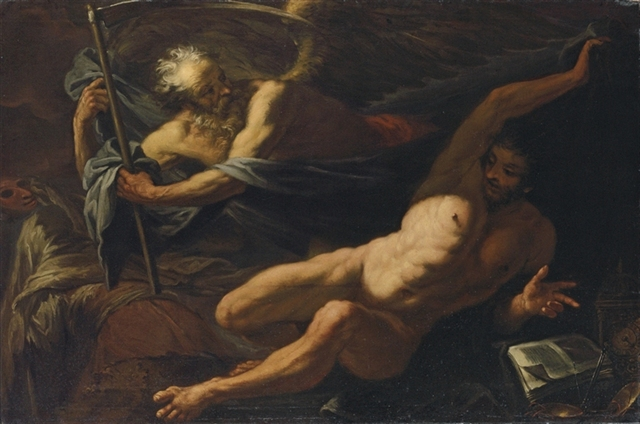
時間の寓意
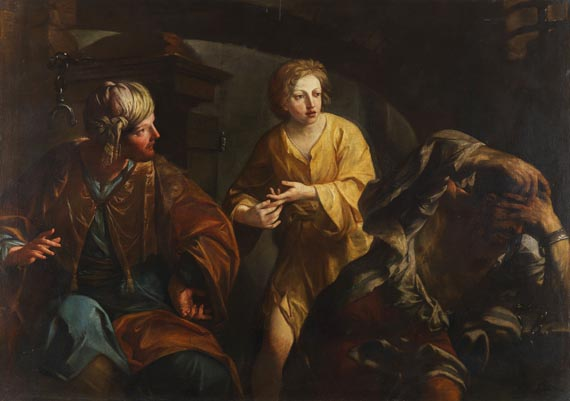
ヨセフはパン焼き人と献酌人の夢を解き明かす
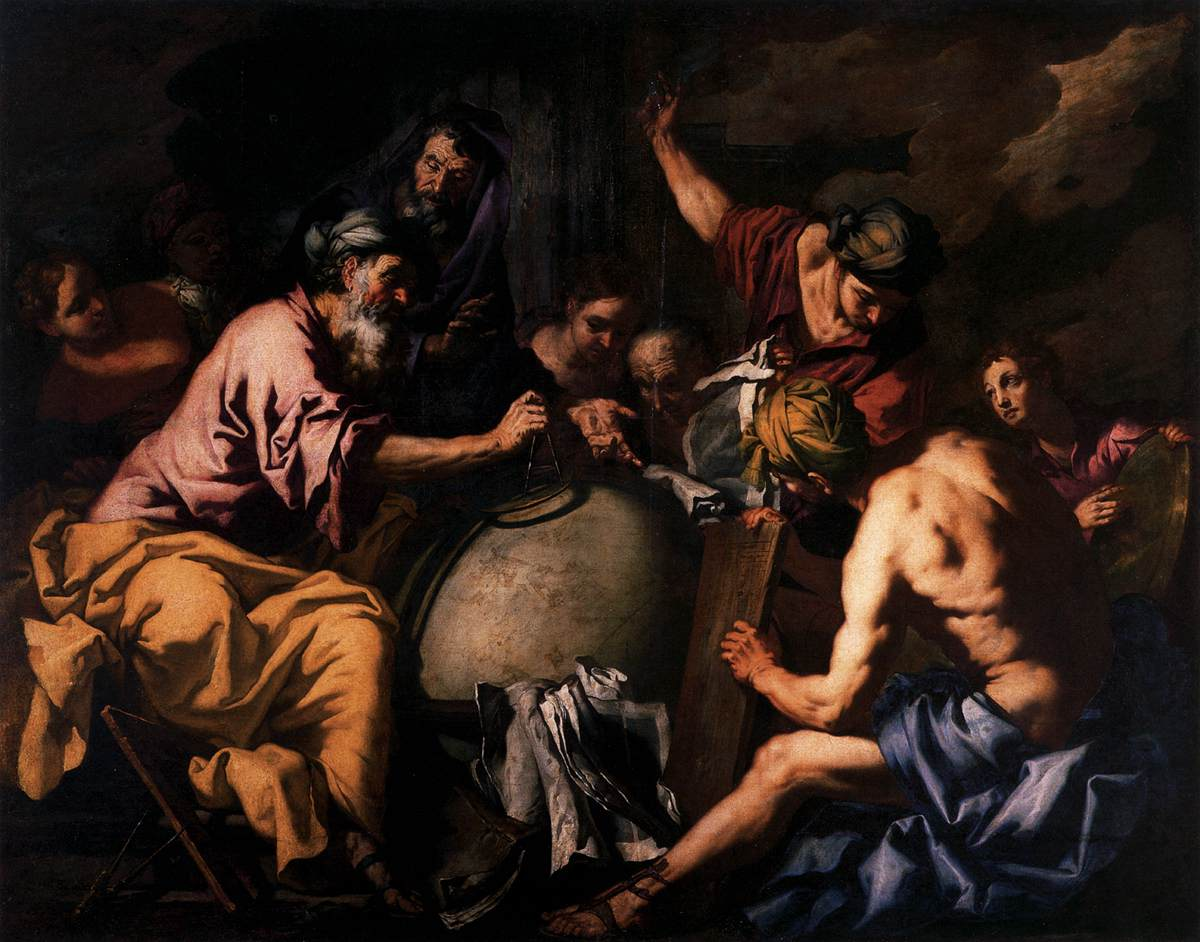
エジプト人に占星術を教えるアブラハム